# 면갑

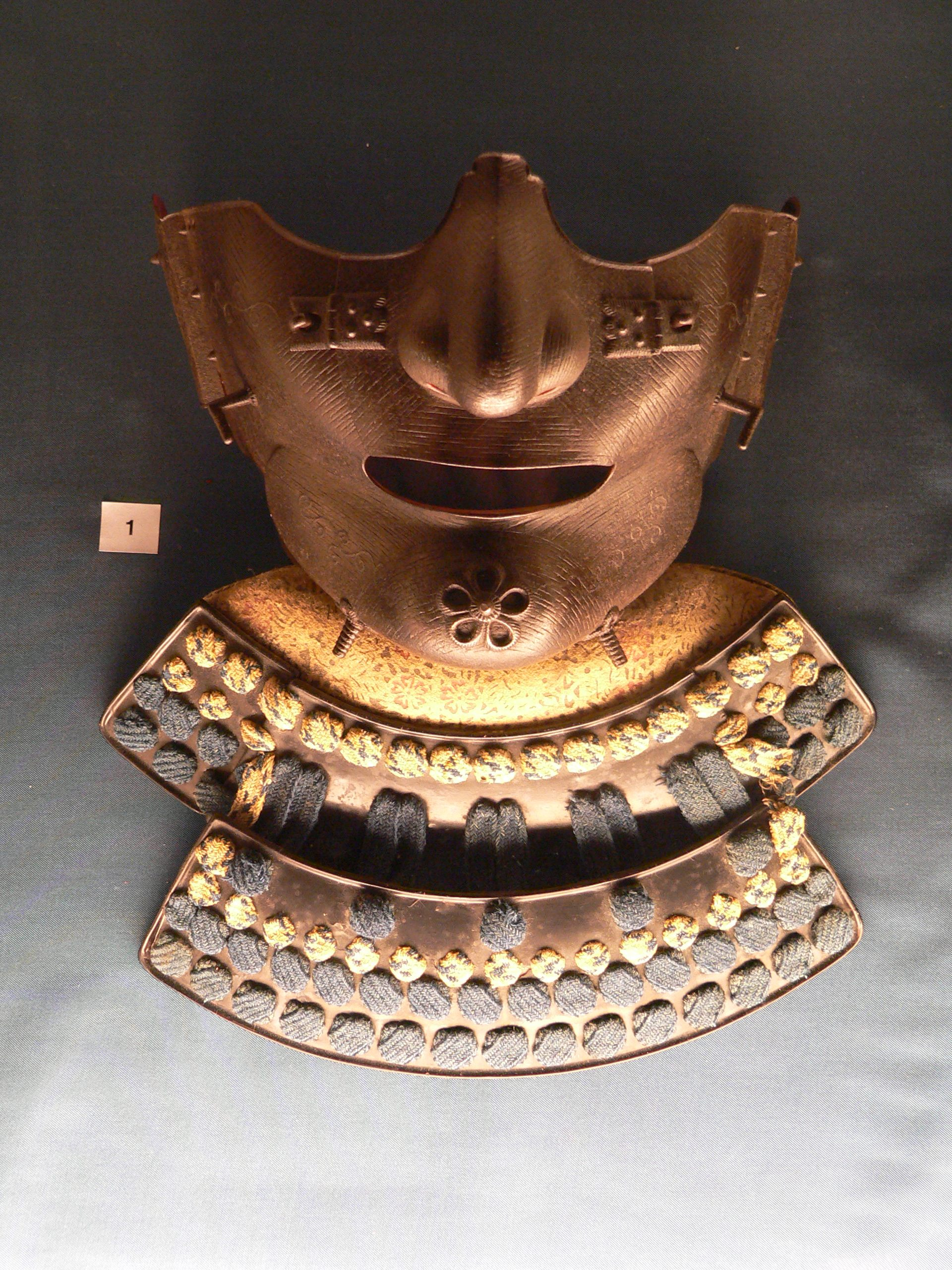
일본의 면구.

면갑(面甲, visor)은 얼굴을 가려 보호하는 장비이다. 중세 유럽에서는 바시네트, 아멧, 샐릿 등의 투구에 면갑이 달려 있었고, 일본 갑옷에서는 면갑을 멘구(면구)라 칭했다.